# Azure moon
『azure moon』（アズール ムーン）は、日本の音楽グループEvery Little Thingの29枚目のシングル。2006年3月15日に発売された。

## 解説
前作『きみの て』から4か月でのリリース。帯には歌詞のワンフレーズがプリントされており、プリント内容の違うものが全部で4種類存在する。

## 収録曲
1. azure moon
（作詞：持田香織 / 作曲：HIKARI / 編曲：HIKARI & Every Little Thing / ストリングスアレンジ：Masafumi "Massy" Hayashi）
日本テレビ系全国ネット『クイズ発見バラエティー イッテQ!』3月エンディングテーマ
日本テレビ系全国ネット『音楽戦士 MUSIC FIGHTER』3月POWER PLAY
2. ソラアイ (20051211 version)
（作詞：持田香織 / 作曲：HIKARI / 編曲：Yasunari "Nam-Nam" Nakamura）
2005年12月11日に長崎・浦上天主堂で行われたクリスマスアコースティックライブ「Every Little Thing X'mas Acoustic Live at 浦上天主堂 〜愛の謳〜」にて披露された　26thシングルのライブ音源。なお、ライブ映像は7枚目のアルバム『Crispy Park』の初回限定盤のDVDに収録されている。
3. azure moon (Instrumental)

## 楽曲の収録アルバム
azure moon
- 『Crispy Park』
- 『14 message 〜every ballad songs 2〜』
- 『Every Best Single 〜COMPLETE〜』
- 『Every Best Single 2 〜MORE COMPLETE〜』
- 『Every Best Single 2 〜middLe period〜』